# NGC 7783A
NGC 7783A is een lensvormig sterrenstelsel in het sterrenbeeld Vissen. Het hemelobject werd op 9 september 1864 ontdekt door de Duitse astronoom Albert Marth.

## Synoniemen
- VV 208
- UGC 12837
- Arp 323
- MCG 0-60-58
- HCG 98A
- ZWG 381.60
- KCPG 595A
- PGC 72803